# Služebnice Božského Srdce
Služebnice Božského Srdce (španělsky: Esclavas del Divino Corazón) je ženská řeholní kongregace, jejíž zkratkou je A.D.C.

## Historie
Kongregace byla založena 26. července 1885 v Corii biskupem Marcelem Spínola y Maestre s pomocí markýzy Celie Méndez y Delgado. Kongregace byla zaměřena na vzdělání a výchovu mládeže.
Dne 17. června 1887 byla schválena samotným zakladatelem a 1. února 1902 získala od Svatého stolce decretum laudis. Dne 5. května 1909 Svatý stolec schválil její stanovy.
Roku 1913 se kongregace začala rozšiřovat mimo Evropu. Roku 1953 vznikla komunita v Japonsku.

## Aktivita a šíření
Věnují se výuce na školách různých úrovní a kultuře.
Nachází se v Evropě (Itálie, Španělsko), v Asii (Filipíny, Japonsko), v Angole a Latinské Americe (Argentina, Brazílie, Ekvádor, Paraguay, Venezuela); generální kurie se nachází v Madridu.
K 31. prosinci 2005 měla 366 sester v 56 domech.